# 이상용
이상용(李相龍, 1944년 4월 2일 ~ 2025년 5월 9일)은 대한민국의 방송인이며, '뽀빠이'라는 닉네임으로 잘 알려졌다.

## 생애

### 유년기
충청남도 서천군 출신으로, 가난한 집안 환경 탓에 어머니는 제대로 먹지 못하였고 결국 거품에 싸인 채 미숙아로 태어났다. 
그래서 도저히 살 가망이 없다고 판단한 집안에서는 그를 생매장했다. 그러나 이상용이 생매장되던 그 날 새벽에 12살이었던 그의 이모가 몰래 파헤쳐서 그를 데리고 깊은 산 속으로 도망쳐서 혼자 키웠다. 미숙아로 태어난 탓에 유아기 내내 병마에 시달렸고 6살이 되어서야 걸음마를 간신히 시작했다. 
12살까지 8가지 성인병을 다 앓았다. 이상용은 어린 시절 책가방을 들 힘이 없을 정도로 유약했는데 10대 초반부터 이를 극복하기 위해 보디빌딩을 시작했다. 
그리하여 고등학교 시절에 보디빌더로 활약했고 고려대학교 재학 시절에는 '미스터 고대'에 선발되기도 했다.
고려대학교 농과대학 임학과를 졸업하고 1967년 3월 소위로 임관(ROTC 5기)하여 장교로 복무했으며, 복무 당시 병과는 기갑이었다. 
1968년 1월부터 1969년 1월까지 베트남 전쟁에 1년 동안 참전한 그는 1970년 3월 대한민국 육군 중위로 예편한 후 외판원 등으로 생계를 꾸려나가다가, 1971년 CBS 기독교방송에서 방송MC로 방송 일을 시작하였다.

### 데뷔
1973년 지인인 변웅전 아나운서의 소개로 MBC의 《유쾌한 청백전》의 보조진행자를 맡으며 방송에 데뷔, 많은 프로그램을 진행했다. 특히 그가 장교로 군복무한 점이 인정되어 1989년부터 MBC의 군 위문 프로그램인 《우정의 무대》의 MC로서 발탁, 1996년에 하차할 때까지 군인들에게 많은 사랑을 받았다. 당시 군 복무 중에 이상용을 우정의 무대에서 지켜보았던 대표적인 연예인으로는 유해진과 이종혁 등이 있다. 또한 연예인으로서 활동하던 중 1991년에 중앙대학교 사회개발대학원 사회복지학을 전공하였다. 또한 많은 선행을 행하였고, 자선 사업도 활발하게 진행하였다.

### 문민정부시절 정치 보복 관련 의혹
1996년 11월, 이상용은 심장병 어린이 수술기금을 유용했다는 스캔들에 연루되어 검찰 수사를 받았다. 
이 사실이 그 시절 고성국 前 단국대 전임교수가 진행하던 KBS TV 프로그램 《추적 60분》의 보도 등에 의해 알려지면서 《우정의 무대》의 MC에서 하차하는 등, 방송 활동을 중단해야 했다. 
우정의 무대는 1997년에 폐지될 때까지 김병조가 이상용을 대신해서 진행했다(1997년 2월에 무혐의 처분되었음).
이는 김영삼 당시 대통령의 아들 김현철 측의 국회의원 출마 요구를 거절했기 때문에 받은 보복이라는 의혹이 있다. 이에 대해 이상용 본인은 청와대 관계자로부터 출마 요구를 거절한 것은 사실이라고 말했다.

### 사망
2025년 5월 9일 이상용은 건강상의 이유로 서울 서초구 자택 인근 병원을 다녀오는 길에 심정지로 쓰러졌고, 급하게 가톨릭대학교 서울성모병원으로 이송돼 응급치료를 받았지만 이미 사망한 상태였다. 
고인은 사망하기 전까지 별다른 지병은 없었던 걸로 알려졌다.2025년 5월 10일 빈소가 서울성모병원에 31호실에 마련되었으며, 발인은 5월 12일에 엄수되었다.

## 학력
- 서면국민학교(前) → 대전삼성국민학교 졸업
- 한밭중학교 졸업
- 대전고등학교 졸업
- 고려대학교 임학과 학사
- 중앙대학교 사회개발대학원 사회복지학과 사회과학 석사

## 가족 관계
- 배우자 : 윤혜영 (연기자)
- 자녀 : 제윤, 민정
- 며느리 : 박지영
- 사위 : 한승준
- 손주 : 이노엘 · 한태훈 · 이노아

## 방송

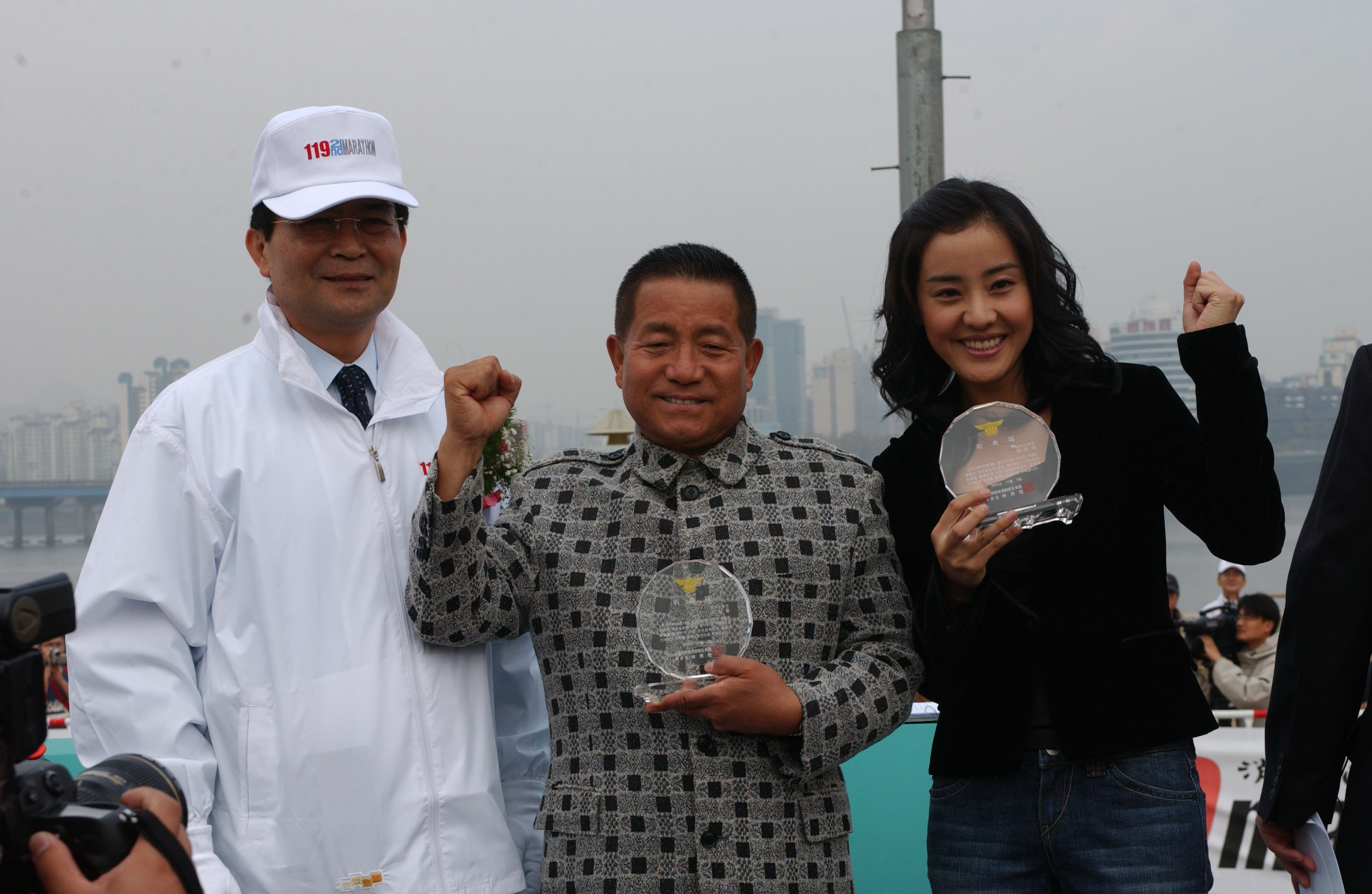
2004년 11월 제2회 전국119마라톤

- MBC 《아름다운 인생》 (2001년)
- iTV  《열전! 가수왕》 (2003년)
- EBS  《굿모닝 실버》 (2001년)
- MBC 《우정의 무대》 (1989년 ~ 1997년)
- KBS 《가족오락관》 (1994년, 1995년, 1996년) ... 남자 게스트 출연자
- KBS  《모이자 노래하자》
- MBC  《늘 푸른 인생》 (2008년 ~ 2014년)
- 티브로드  《가자! 시장속으로》 (2007년 ~ 현재)
- SBS 《일요일이 좋다 - 패밀리가 떴다 2》
- KBS 《퀴즈탐험 신비의 세계》 (1992년 9월 27일)
- KBS 《전국노래자랑》 (1985년 ~ 1986년)
- G1  《열창! 가요 한마당》 (2015년 7월 28일 ~ 2016년)
- JTV 《와글와글 시장가요제》
- KBS 《TV는 사랑을 싣고》 (2019년)
- KBS 《아침마당》(2020년)
- KBS 《6시 내고향》(2023년)

## 광고
- 1978년 삼양식품 삼양라면
- 1983년 삼양식품 삼양 레토르트 시리즈
- 1986년 성봉실업 이온*큐
- 1987년 농심 알통콘
- 1988년 해태제과 허쉬 초콜렛 "브라운 카우 초코시럽"
- 1988년 서울랜드
- 1991년 ~ 1992년 동국제약 인사돌 (Feat. 송해)
- 1993년 현대자동차 뉴 포터
- 1995년 ~ 1996년 농심 짜파게티
- 1996년 TTS수능교육
- 2010년 보람재향상조 재향군인회 상조회

## TV 출연
- 2010년 YTN 《뉴스&이슈 - 이슈앤피플》
- 2015년 YTN 《신율의 시사탕탕》
- 2015년 YTN 사이언스 《만나고 싶은 사람》
- 2018년 YTN 라이프 《브라보 청춘클럽》
- 2019년 YTN 《뉴스Q》

## 저서
- 2011년 11월 가톨릭출판사의 ‘고통과 아픔을 기도로 극복한 문화 예술인의 이야기’ 《슈퍼스타》 공저

## 상훈
- 2015년 제8회 케이블TV 방송대상 스타상
- 2007년 제5회 대한민국 환경문화대상 MC상
- 1998년 문화관광부장관 표창 '선행연예인'
- 1995년 대한민국 5.5문화상
- 1987년 국민훈장 동백장

## 같이 보기
- 송해
- 이상벽
- 허참
- 고성국
- 배동성
- 인성호
- 엄용수